# Nepenthes muluensis
Nepenthes muluensis M.Hotta, 1966 è una pianta carnivora della famiglia Nepenthaceae, endemica del Borneo, dove cresce a 1700–2400 m.

## Conservazione
La Lista rossa IUCN classifica Nepenthes muluensis come specie a rischio minimo (Least Concern).